# ديفيد براند
ديفيد براند (بالإنجليزية: David Brand)‏ (25 أكتوبر 1951 بمانشستر في المملكة المتحدة - ) هو مدرب كرة قدم ولاعب كرة قدم بريطاني في مركز الهجوم. لعب مع ستوكبورت كونتي وويغان أتلتيك.

## وصلات خارجية
- ديفيد براند على موقع قاعدة بيانات كرة القدم.إي يو (الإنجليزية)